# ممر سوفالكي
ممر سوفالكي او ممر سواكي هو ممر طوله قرابة 60ميلاً ويعد منطقة قليلة السكان تقع بين حدود ليتوانيا وبولندا وبين بيلاروسيا ومقاطعة كالينينغراد الروسية المعزولة عن بقية البر الروسي.

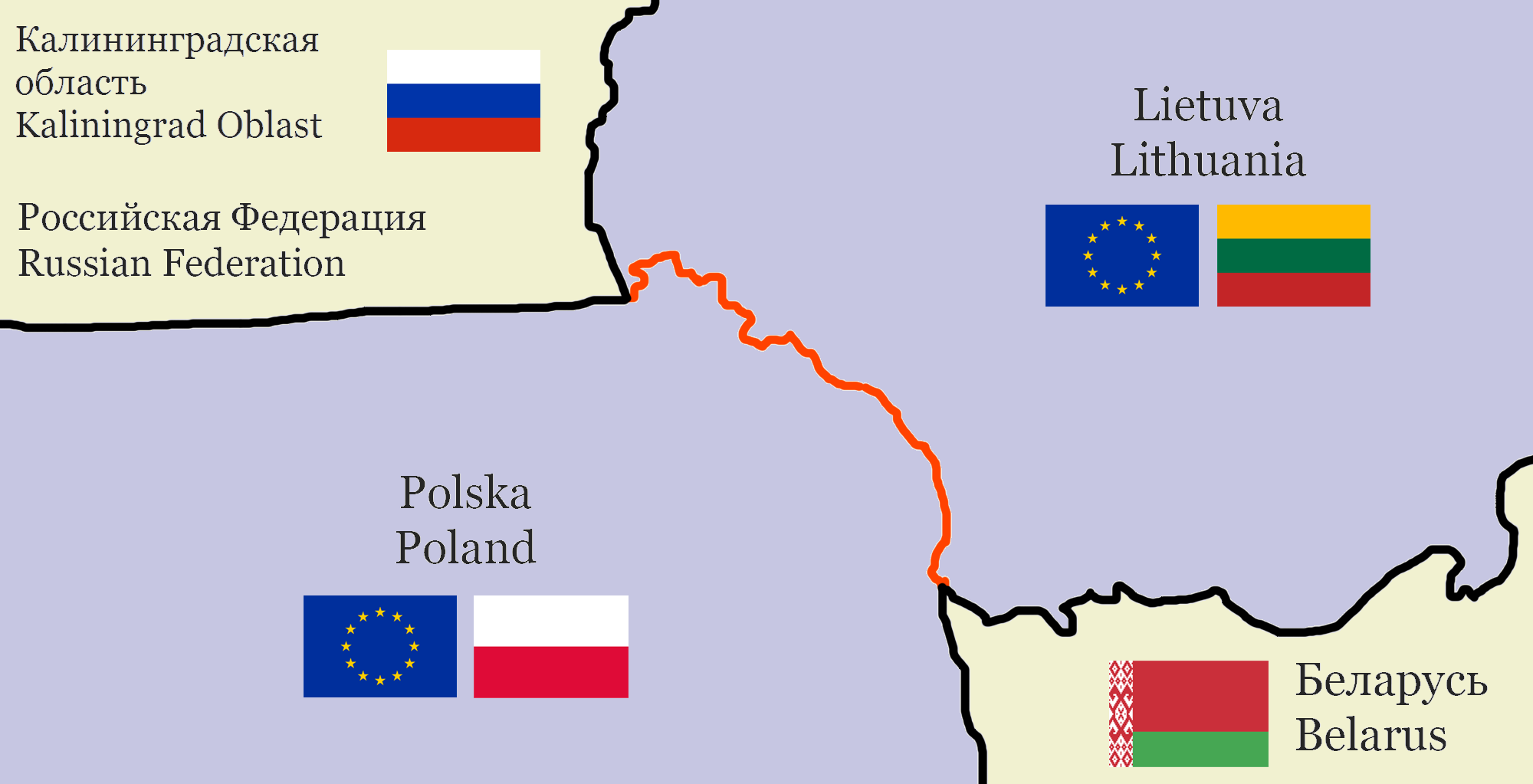
موقع ممر سوفالكي

## الممر الروسي
في التسعينات تفاوضت روسيا وليتوانيا على آلية عبور انتهت بتوقيع اتفاقية تضمن آلية عبور مبسطة للبضائع والأشخاص الروس باستخدام ممر سوفالكي إلى مقاطعة كالينينغراد. قبيل انضمام ليتوانيا الى الاتحاد الأوروبي وقعت روسيا والاتحاد الاوربي في 2004 اتفاقيات بشأن الممرات، وآليات العبور.

## أهمية ممر سوفالكي

خريطة أوروبا، مع دول الناتو باللون الأزرق الغامق، ودول منظمة معاهدة الأمن الجماعي باللون الأصفر، والحدود البولندية الليتوانية مظللة باللون الأحمر.

تكمن اهمية ممر سوفالكي بانه يربط دول البلطيق مع بقية دول الاتحاد الأوروبي وحلف الناتو وبنفس الوقت يعد الممر البري الوحيد بين روسيا ومقاطعة كالينينغراد المعزولة عن بقية روسيا،
ويمثل الممر الوحيد بين لاتفيا وأستونيا وليتونيا الأعضاء في حلف الناتو وبقية دول الحلف في أوروبا.

## تقييد العبور إلى كالينينغراد
وعلى خلفية الحرب الروسية الأوكرانية أعلنت ليتوانيا في 2022 منع عبور البضائع الخاضعة لعقوبات الاتحاد الأوروبي من المرور عبر أراضيها إلى مقاطعة كالينينغراد الروسية، وشملت عقوبات الاتحاد الأوروبي على روسيا الفحم والمعادن ومواد البناء والتكنولوجيا المتقدمة.
اعتبرت روسيا قرار التقييد العبور الى كالينينغراد بانه غير قانوني وحصار للمقاطعة وحذرت روسيا ليتوانيا من تبعات خطيرة للقرار وتعهدت برد عليه، بررت ليتوانيا قرارها بالتزامها بالعقوبات الأوروبية.

## انظر ايضاً
- تقييد العبور مع كالينينغراد
- تفكك الاتحاد السوفيتي